# Encyclia alboxanthina
Encyclia alboxanthina é uma robusta espécie rupícola que vegeta sobre montanhas rochosas da Bahia. Planta com pseudobulbos vigorosos ovóide-alongados de vinte centímetros de altura com duas ou três folhas lineares, lanceoladas e coriáceas de 50 centímetros de comprimento por três de largura, de cor verde-clara. Inflorescências eretas e ramificadas com até 80 centímetros de altura, portando de 25 até 40 flores. Flor de seis centímetros de diâmetro com pétalas e sépalas de cor verde clara. Labelo trilobado com lóbulo centrallargo e arredondado de cor branca.
Floresce no verão.